# Так внезапно
«Так внезапно» (исп. Tan de repente) — аргентинский фильм 2002 года режиссёра Диего Лермана. Снят по книге «La prueba» («Испытание») Сесара Айры.

## Сюжет
Марсия работает продавщицей в магазине нижнего белья. Однажды её замечает на улице Мао, прямолинейная и резкая по натуре девушка. Она догоняет Марсию и говорит, что хочет с ней секса. Марсия испугана, но Мао очень настойчива и не отстаёт. Вместе с ней её подруга — Ленин. Ленин лишь слушает, что происходит между Мао и Марсией. Но когда Марсия пытается бежать, угрожает ей ножом.
Пообщавшись в кафе, где Мао по-прежнему настаивала на сексе с Марсией, все три девушки садятся в такси. Ленин, угрожая ножом, заставляет шофера выйти. Они едут к океану, где Марсия ни разу не была.
Затем они приезжают в гости к старенькой тёте Ленин — Бланке, и останавливаются у неё в гостях. Ленин не видела тётю уже девять лет. Между Ленин и тётей восстанавливаются взаимоотношения, и Ленин признаётся ей, что не разговаривала со своей матерью уже три года.
Оставшись наедине Мао и Марсия занимаются любовью, после чего Марсия засыпает, а Мао уходит, надев одежду Марсии к постояльцу по имени Филлипо. Филлипо и Мао становятся друзьями, гуляют по городу, а Марсия вынуждена просить одежду у соседки.
Фильм заканчивается смертью тёти Бланки и отъездом Ленин и Марсии.

## Актерский состав
| В ролях         |  | Персонаж           |
| --------------- |  | ------------------ |
| Татьяна Сафир   |  | Марсия             |
| Карла Креспо    |  | Мао                |
| Вероника Хассан |  | Ленин              |
| Беатрис Тибодин |  | Бланка, тётя Ленин |
| Мария Мерлино   |  | Делия              |

## Награды
Фильм получил следующие награды:
| Награды                                                   | Награды | Награды                                                                       | Награды                 | Награды                                                                     |
| --------------------------------------------------------- | ------- | ----------------------------------------------------------------------------- | ----------------------- | --------------------------------------------------------------------------- |
| Фестиваль / Премия                                        | Год     | Награда                                                                       | Категория               | Победитель                                                                  |
| Argentinean Film Critics Association Awards               | 2004    | Silver Condor                                                                 | Best Supporting Actress | Беатрис Тибодин                                                             |
| Buenos Aires International Festival of Independent Cinema | 2002    | Приз зрительских симпатий SIGNIS Award — Special Mention Special Award        |                         | Диего Лерман                                                                |
| Clarin Entertainment Awards                               | 2003    | Clarin Award                                                                  | Best First Work — Film  | «Так внезапно»                                                              |
| Glitter Awards                                            | 2004    | Glitter Award                                                                 | Best Lesbian Feature    | «Так внезапно»                                                              |
| Havana Film Festival                                      | 2002    | Лучшая актриса Grand Coral — First Prize Special Mention                      |                         | Женский ансамбль фильма Диего Лерман Лита Стантич                           |
| Huelva Latin American Film Festival                       | 2002    | Best New Director Silver Colon                                                | Лучший сценарий         | Диего Лерман Диего Лерман Мария Мейра                                       |
| Istanbul International Film Festival                      | 2003    | Golden Tulip                                                                  |                         | Диего Лерман                                                                |
| Кинофестиваль в Локарно                                   | 2002    | Don Quixote Award Silver Leopard Special Mention Youth Jury Award (3-е место) |                         | Диего Лерман Диего Лерман Лита Стантич Женский ансамбль фильма Диего Лерман |
| Milan International Lesbian and Gay Film Festival         | 2003    | Лучший фильм                                                                  |                         | Диего Лерман                                                                |
| Molodist International Film Festival                      | 2003    | Sunny Rabbit Prize                                                            |                         | Диего Лерман                                                                |
| New York Lesbian and Gay Film Festival                    | 2003    | No Limits Award                                                               |                         | Диего Лерман                                                                |
| Viennale                                                  | 2002    | FIPRESCI Prize                                                                |                         | Диего Лерман                                                                |
| Кинофестиваль в Локарно                                   | 2002    | Серебряный леопард                                                            |                         |                                                                             |